# Museo Tecleño
El ahora Museo Tecleño fue construido originalmente entre 1901 y 1902 para ser la prisión municipal, por el arquitecto José Jerez, quien construyó otras edificaciones como el antiguo Palacio Municipal de Santa Tecla. El inmueble ha tenido cuatro usos de suelo: el primero como cárcel municipal, el segundo a partir de la década de 1980 como penitenciaría política, el tercero después de los Acuerdos de Paz de Chapultepec, como salón de clases de la Academia Nacional de Seguridad Pública (ANSP), siendo uno de sus periodos oscuros la década de los 80, cuando se convirtió en la primera cárcel para reos políticos de El Salvador, algo que dio lugar a la creación del Comité de Presos Políticos de El Salvador.
El Museo Municipal Tecleño es uno de los edificios más antiguos de Santa Tecla y de los recintos penitenciarios de El Salvador. Su infraestructura sufrió daños durante los terremotos del 2001 que también provocaron el saqueo del patrimonio cultural de la localidad, surgió el interés de recuperar y preservar los objetos históricos; pero, en el 2007 se proyecta como Museo. Su restauración fue posible gracias a la cooperación del Ayuntamiento de Barcelona y Fons Cátala de Cooperación al Desarrollo.

## Características
El Museo posee cuatro áreas como: Sala de Convenciones, Corredores exteriores, Sala 4 y la Plaza de la Memoria. El museo que por su naturaleza realiza investigaciones y exposiciones en las cuales cuenta también los programas de extensión cultural, los cuales pretenden dinamizar con otras ramas artísticas el quehacer del museo, tales eventos son: presentaciones de libros, recitales de poesía, exposiciones de arte entre otros.